# Бензин
Бензинът е течност от различни съставки, предимно въглеводороди получени при преработката на суров петрол (нефт). Употреба намира преди всичко в двигатели с вътрешно горене, главно автомобилни, но също така и като разтворител, суровина в нефтохимията и др.
От 60-те години на XIX в. бензинът е известен като страничен продукт при първичната преработка на нефт с цел получаване на керосин (газ за лампи), който по това време е главният продукт с пазарна стойност. Поради липса на пазар бензинът обикновено просто е бил изхвърлян или изгарян. Едва след като в края на XIX в. започва масовото производство на автомобили, бензинът, поради своята достъпност, ниска цена и подходящи физически и химически свойства, се превръща в главен продукт на нефтопреработката, какъвто е и до днес.

## Свойства
Бензинът е безцветна до леко жълтеникава, прозрачна и лесно изпаряваща се течност с характерна миризма, смес от стотици видове въглеводороди, повечето от които наситени, с 4 до 12 атома въглерод (като правило от 5 до 12); може да се смесва с други моторни горива (виж по-долу). В състава му преобладават алкани, нафтени (циклоалкани), ароматни въглеводороди и олефини. Па̀рите на бензина образуват с въздуха леснозапалима смес, което позволява той да бъде подаван към двигателя с помощта на прости механични устройства (карбуратори, инжектори), които го смесват с въздух, било то преди горивната камера (карбуратори и инжектори във всмукателния колектор) или в самата камера (инжектори за пряко впръскване). Повечето бензини, предназначени за автомобилни двигатели, имат диапазон на температурата на кипене между 30 – 35 докъм 200 °C.
В зависимост от климатичните условия се произвеждат и предлагат на пазара бензини с коригирани свойства, отговарящи на температурата на околната среда и условията на експлоатация на двигателя:
- Достатъчно висока изпаряемост (налягане на парите) за пускане на студен двигател и същевременно достатъчно ниска изпаряемост за предотвратяване на образуването на газови „тапи“ в горивоподаващата система
- Октаново число
- Корозионност
- Крива на кипене (процент от бензина, който изкипява до определена температура)
- Съдържание на по-тежки въглеводороди („смоли“), които могат да доведат до нежелани отлагания в карбуратора, инжекторите и двигателя
- Присъствието на ароматни въглеводороди, вода, киселини и основи, механични примеси и прочее.

### Оцветяване
За да се контролира търговията с горива, както и за да се различават различните партиди и видове бензини, в много държави, включително и в България, се добавят оцветители в бензина.

## Октаново число

### Определение
В двигателите с вътрешно горене коефициентът на полезно действие (КПД) зависи от разликата в налягането на газовете в работния обем на двигателя и атмосферното налягане на въздуха. Поради това още в първите години на двигателостроенето конструкторите се опитват да повишат КПД на бензиновите двигатели чрез повишаване на степента на сгъстяване (компресия) в цилиндрите на двигателя, което води и до по-високо средно индикаторно налягане в работния обем при изгаряне. Много скоро обаче, те се сблъскват със самовъзпламеняването на въздушно-бензиновата смес преди правилния момент, последвано от детонационно горене или разговорно – „чукане“ в двигателя. За съпоставка на антидетонационните свойства на бензините, на бензин, състоящ се изцяло от изо-октан (i-октан, 2,2,4-триметилпентан) се присвоява октаново число 100, а на бензин, състоящ се само от нормален хептан (n-хептан) се присвоява октаново число 0. Дадено октаново число означава, че съответният бензин има антидетонационни свойства като тези на бензин, състоящ се от пропорционално количество i-октан и n-хептан (напр. бензин „98 октана“ има антидетонационни свойства като тези на смес от 98% i-октан и 2% n-хептан). Има химически съединения, които са с по-добри антидетонационни свойства от октана, поради това съществуват бензини с октаново число над 100 (до към 140 – 145), което се оценява чрез екстраполация.

### Изчисляване
За определяне на октановото число има два основни метода – изследователски и моторен (англ. research octane number – RON и motor octane number – MON). И при двата се използва специална октан-машина, разработена през 30-те години на XX в. Тя представлява едноцилиндров двигател с изменяема степен на сгъстяване.
- По изследователския метод октановото число (RON) се определя, като октан-машината работи с 600 оборота в минута, на всмукателния клапан се поддържа температура от 120 °F (48,9 °C) като моментът на запалването е с предварение 13 градуса спрямо ГМТ.

- По моторния метод (MON) октан-машината работи с 900 оборота в минута, температурата на всмукателния клапан е 300 градуса по Фаренхайт (148,9 градуса по Целзий), а моментът на запалване варира.
- И при двата метода в машината първо се изпитва горивото, на което трябва да се определи октановото число, а след това при същия режим на двигателя последователно се подават смеси от i-октан и n-хептан, докато двигателят започва да работи при детонационно изгаряне – така, както при изпитваното гориво. Съотношението между i-октан и n-хептан в еталонните смеси, при което поведението на двигателя е същото, както при изпитваното гориво, дава търсеното октаново число. Методът е „органолептичен“, т.е. зависи от това, какво „усеща“ (чува) изпитателят, и поради това измерванията са със сравнително малка точност – около +/− единица по октановата скала. За увеличаване на точността на измерванията са разработени различни датчици, първоначално механични (пневматични), а по-късно пиезоелектически и др., които в съвременните модели на октан-машините значително подобряват и улесняват точността на измерванията.

Типичните стойности на октановото число за въглеводороди от газовата гама, които имат точки на кипене между 30 и 350 °F, варират от по-малко от 0 до над 100, като с екстраполиране се генерират крайните стойности. Като цяло, при измерването на октановото число на различни чисти въглеводороди влизащи в състава на бензина, стойностите на RON никога не са по-ниски от тези на MON, въпреки че съществуват изключения от това правило. За чисти съединения, разликите между RON и MON варират от 0 до 15 единици в полза на RON. Като следствие, изследователският метод системно завишава резултатите за октановото число (RON) спрямо моторния (MON), обикновено с около 10 единици. Моторният метод (MON) обаче е по-близък до реалното поведение на двигателите и бензина, и в такъв смисъл е практически „по-важен“.

### Употреба
В производството и търговията на едро обикновено спецификациите на бензина включват изисквания към минималното октаново число и по двата метода, но в търговията на дребно се обявява само едно октаново число. В Европа (включително България) октановото число на бензина се обявява по изследователския метод (RON), но в други държави това не е така. Например в САЩ бензинът в търговската мрежа се маркира със средната стойност на октановото число получено по моторния и по изследователския метод (RON+MON)/2, т.е. бензин с обявено в САЩ на колонката октаново число 91 съответствува приблизително на бензин 96 октана в бензиностанциите в България.
В България имаше практика октановото число да се означава по изследователския метод за едни марки бензини и по моторния метод за други марки. Бензините, маркирани по изследователския метод, имаха в индекса си буквата „И“ (напр. АИ-93, т.е. „бензин автомобилен с октаново число по изследователския метод 93“, а маркираните по моторния метод – не (напр. А-86, т.е. „бензин автомобилен с октаново число по моторния метод 86“). Бензините без олово съдържаха в индекса буквата „Н“ ("неетилиран бензин", напр. А-93Н). Тази практика, която може да породи объркване у потребителя, е на изживяване и почти повсеместно в страната маркировката днес е само с октановото число по изследователския метод, напр. "А95", т.е "бензин автомобилен с октаново число по изследователския метод 95".

### Методи за повишаване
Бензинът, получаван при първичната преработка на нефт (на английски: straight run gasoline, straight run naphtha), има октаново число максимум 76, което още в средата на XX в. започва да става недостатъчно. Изследванията показват, че въглеводороди с ациклични „прави“ верижни молекули (напр. алкани) имат по-лоши антидетонационни свойства от тези с разклонени или циклични молекули. Съответно са разработени процеси на допълнителна („дълбочинна“) преработка на нефтопродуктите, получени при първичната преработка, с цел получаване на високооктанови компоненти на бензина: термичен (от 1913 г.) и каталитичен крекинг (от около 1930 г.); по-късно сярно-кисело алкилиране, полимеризация, каталитичен реформинг, изомеризация и др. Продуктите на тези процеси имат разклонена или циклична структура на молекулата (от последните особено значение имат бензенът и толуенът) и са с високо октаново число. Така при нефтопреработката рязко се покачват както рандеманът на бензина, така и неговото октаново число. Същевременно се появява нужда да се контролират емисиите на циклични (ароматни) въглеводороди във въздуха, тъй като те имат твърде вредно въздействие върху здравето (канцерогенност).

### Компоненти
Типични въглеводородни компоненти на бензина са реформатът (високооктанов продукт на каталитичния реформинг с богато съдържание на ароматни въглеводороди и ниско съдържание на олефини), крекинг-бензинът (продукт на каталитичния крекинг със средно високо октаново число, високо съдържание на олефини и средно на ароматни въглеводороди), хидрокрекинг бензинът (продукт на хидрокрекинг процес, със средно до ниско октаново число и средно съдържание на ароматни), нискооктановият бензин (продукт на атмосферната дестилация на суров нефт, с ниско съдържание на ароматни и почти нулево на олефини), алкилатът (продукт на сярно-кисело алкилиране, високооктанов, състоящ се почти само от разклонени алкани) и изомеризатът (получен чрез изомеризация на нискооктанов бензин, с ниско съдържание на ароматни). За получаване на бензин с желаното октаново число тези компоненти се смесват по определена „формула“, която държи сметка и за другите необходими качества на бензина (изпаряемост, максимално допустимо съдържание на ароматни въглеводороди и т.н.).
За производството на високооктанови въглеводородни компоненти на бензина особено значение имат алкилатите. Те се получават при алкилиране на олефини с изобутан в присъствието на катализатор – сярна киселина. Алкилирането на изобутан с леки олефини позволява включването на нискокачествените олефини в производството на висококачествен компонент за бензини, подобряващ едновременно с това качествата на бензиновата смес. Алкилатът е леснозапалима безцветна течност с молекулно тегло 114,23, плътност 691,9 kg/m3, температура на топене 107,34 °С, температура на кипене 99,23 °С, неразтворим във вода. Температурата на самозапалване е 430 °С. Областта на възпламеняване е 0,95 ÷ 6 %об. Гори с максимална скорост на горене до 0,34 m/s. Октановото число на алкилата по моторния метод (MON) е от 88 до 95, а по изследователския (RON) – от 93 до 98.

### Добавки
Освен „формулирането“ на бензина само от въглеводородни компоненти, друг начин за повишаване на октановото число е добавянето към бензина на различни невъглеводородни вещества (металоорганични съединения, етери, спиртове и др.). Възможно е използването на няколко метода за повишаване на октановото число едновременно, например реформулирането на въглеводородните съставки и едновременно с това ползването на невъглеводородни добавки.

### Олово
Сред металоорганичните добавки целящи повишаване на октановото число, най-голямо историческо значение има тетраетилоловото (tetraethylead, TEL – от 1920 г.) – силно токсична течност. Близка до тетраетилоловото по свойствата си добавка е тетраметилоловото (tetramethylead, TML). Освен потенциалните преки тежки последствия за здравето при контакт с тетраетил- и тетраметилолово и бензини с етилоловни добавки, тези добавки водят до емисия от бензиновите двигатели във въздуха на оловни аерозоли, които при вдишване или навлизане по друг път в организма (например при употреба за храна на растения, върху които са попаднали оловни аерозоли) водят до вредни последствия, особено при деца (забавяне на развитието). Поради тази причина производството и употребата на бензини, съдържащи олово („етилирани“ бензини), днес са забранени в повечето страни в света, включително България.
В самия двигател употребата на оловни добавки води до отлагане на олово и оловни окиси върху челото на буталата, по свещите и клапаните, намалявайки износването на последните. Оловните добавки никога не се ползват в чист вид, а само в смес със съединения на хлора и брома (етилен дибромид и етилен дихлорид), които при реагиране с олово в горивната камера образуват летливи вещества, изпускани заедно с продуктите на горенето на другите съставки на бензина.
От друга страна, хлорните и бромни летливи вещества причиняват силна корозия, особено по електродите на свещите, но и по други части на двигателя (включително клапаните), където могат да доведат до абразия на частици желязо и попадането им в маслото. За предотвратяване на тези явления, при двигатели ползващи етилирани бензини се препоръчва моторното масло да е с добавки на неутрализиращи вещества и по-честа смяна на моторното масло.
При преминаването към безоловни бензини, което в повечето държави по света става през 70-те и в началото на 80-те години на ХХ в., възникват съмнения за възможни повреди по двигателите, конструирани да работят с етилирани бензини, тъй като оставащото по седлата на клапаните и по самите клапани малко количество олово има ефект на смазка. Като предпазна мярка почти всички производители през 70-те и в началото на 80-те години започват да изработват леглата на клапаните от по-твърди материали с подобрена устойчивост на корозия. За предотвратяване на евентуални повреди, при някои автомобили, произведени до 80-те години на XX в.) при преминаване към работа с безоловен бензин може да се наложи замяна на леглата на клапаните с по-твърди.

### Безоловни добавки
Съществуват също така някои повишаващи октановото число добавки към бензина, имащи ефект на смазка на седлата на клапаните. Такава добавка е например метил циклопентадиенил манган трикарбонилът (methyl cyclopentadienyl manganese tricarbonyl, MMT), който се добавя към бензините, предлагани в търговската мрежа в Канада и Австралия. В бившия Съветски съюз приложение намира т.нар. „фероцен“ – желязосъдържаща добавка.
Сред етерите популярна невъглеводородна високооктанова добавка е метил-третичния-бутилов етер (МТБЕ), който измества тетраетилоловото. МТБЕ се получава при селективно каталитично свързване на изобутилен с метанол на повърхността на катализатор. Метил-третичния-бутилов етер (МТБЕ) представлява безцветна течност с температура на кипене 55 °С, плътност 0,74 g/cm3 и има остра задушлива миризма. Октановото число на МТБЕ по моторния метод е 101, а по изследователския метод е 115 – 120. МТБЕ е добавка, която съдържа кислород. Допълнителното количество на кислород подобрява горенето и намалява изпускането в атмосферата на вредни емисии от въглероден диоксид, а освен това намалява и вредните емисии от летливи органични съединения, азотни оксиди и твърди частици. Недостатък на МТБЕ е неговата токсичност при попадане във вода, поради което намира само ограничено приложение (до 2% в бензина). МТБЕ е забранен в САЩ от 1999 – 2000 г., но в Европа и в България все още се използва.
Сред алкохолите най-голямо приложение като добавка, повишаваща октановото число, има етиловият алкохол, но се използват също метилов, изопропилов и др. От около 2000 г. насам използването на етилов спирт в бензина не цели толкова покачването на октановото число, колкото заместването на моторните горива, произвеждани от нефт, с такива, произвеждани от възстановяеми суровини (захар, целулоза – вж. по-долу).
Като цяло, преминаването към безоловни бензини има положителен ефект поради избягването на тежките последици за здравето, причинявани от етилираните бензини. Етилирани бензини обаче все още се използват в авиацията, почти изключително в малки самолети оборудвани с бутални бензинови двигатели, напр. за спорт или в селскостопанската авиация. За избягване на недоразумения, аквиационните бензини се маркират с кодове, различни от тези на автомобилните бензини, напр. 100LL, и се продават под различно име ("avgas" - съкратено от "aviation gasoline" - авиационен бензин).

### Практически ползи
Подобряването на качествата на бензина с течение на времето позволяват да се покачи степента на сгъстяване (компресия) на двигателите (от около 4,5 през 20-те години на XX в. до над 10 днес) и свързаните с нея литрова мощност (съответно от около 14 к.с. на литър до над 100 к.с. на литър), КПД (от около 0,10 до 0,35 – 0,45 днес), да бъдат намалени теглото и размерите им и прочее, като същевременно се намалява относителният разход на гориво и емисиите на вредни вещества. При правилна експлоатация трябва да се зарежда само бензин с октаново число, равно или по-голямо на минималното октаново число, специфицирано за дадения двигател. Трябва обаче също така да се има предвид, че октановото число е най-важният, но не и единственият параметър, определящ антидетонационните свойства на бензина в практически условия. В съвременните двигатели се ползват сензорни датчици за детонация и компютърни устройства за изменение на предварението на запалването (от края на 70-те години на XX в.), които позволяват то автоматично да се изменя по време на движение в зависимост от условията на експлоатация. По-добрите такива устройства „усещат“ детонацията във всеки отделен цилиндър и изменят изпреварването индивидуално за всеки цилиндър, като от края на 90-те години те се прилагат в над 50% от новите автомобили, а след 2020 г. почти във всички нови автомобили с бензинов двигател. Поради това ползването на по-високооктанов бензин не носи никакви практически изгоди, освен ако не се наблюдава постоянно детонационно горене в двигателя при доста широк диапазон на обороти и мощност.

## Други добавки към бензините
В бензините се ползват и други добавки (понякога наричани „присадки“), нямащи отношение към октановото число, например съединения на хлора и брома в етилирани бензини с цел подобряване на изпаряемостта на продуктите на горенето на тетраетилоловото (тази практика също е на изживяване), антиокислители (с цел предотвратяване на отлагането на смоли), деактиватори на металите (с цел запазване на свойствата на бензина при контакт с метал в резервоара), антиобледенители (с цел предотвратяване на замръзването на вода в карбуратора) и др. В много бензиностанции и други магазини се продават различни добавки към бензина, но ползването им може да е неоправдано, тъй като още в рафинерията повечето производители смесват („формулират“, „блендират“ или „компаундират“) различните съставки на бензина по такъв начин, че той да отговаря на изискванията на съвременните двигатели, на сезона и на опазването на околната среда. Днес на пазара се предлагат почти изключително високооктанови неетилирани бензини (над 90 октана RON) от зимен и летен клас, които са произведени според строги стандарти за съдържание на ароматни въглеводороди и други потенциално вредни и опасни вещества.

## Каталитичен конвертор
Употребата на неетилирани бензини прави възможно използването на каталитичен конвертор на изгорелите газове („катализатор“), който намалява емисията на силно отровния газ въглероден окис, недоизгорял бензин и други вредни газове, чрез по-пълното им окисляване (изгаряне) в присъствието на катализатор в устройство, поставено в изпускателния колектор на автомобила. При автомобили, оборудвани с катализатор, употребата на етилиран (със съдържание на олово) бензин води до „запушване“ на катализатора – дори след кратък контакт с олово той губи свойствата си. Поради това използване на етилирани бензини в автомобили, които имат каталитичен конвертор не се допуска.

## Производство на бензин от други суровини освен нефт
Освен от суров нефт в нефтопреработвателните заводи (рафинерии), бензин се произвежда и от природен газ – от него се отделят в газопреработвателни заводи течни съставки като кондензат („фракция С5“ – пентан, или „лек газообразен бензин“, наричан още и „петролев етер“). Възможно е също така производството на бензин чрез синтез на течности от газове по процес, разработен от немските химици Фишер и Тропш през 20-те години на XX в (синтез на Фишер-Тропш). Като суровина може да бъдат използвани въглища, природен газ и дори отпадна биомаса. При употребата на въглища първоначално от тях чрез обработка с пара и кислород или въздух се получава синтезен газ (смес от водород и въглероден окис), който реагира в присъствието на катализатор, давайки смес от различни въглеводороди. От тази смес чрез разделяне (дестилация, ректификация) се получават дизелово гориво, бензин и други продукти. Първият завод за бензин от въглища е построен през 1938 г. в Германия и разрушен по време на Втората световна война. По-късно подобни заводи със суровина въглища са построени в Южна Африка, която по времето на апартейда е под ембарго за внос на нефт. При употребата за суровина на природен газ (метан) получаването на синтезен газ е облекчено, поради което тази технология е предпочитана („течности от газ“, на английски: gas-to-liquids, GTL). Заводи със суровина природен газ са построени в Малайзия, Южна Африка, Катар и др. страни.
По същата технология (синтез на течни въглеводороди) се произвеждат синтетични смазочни масла (моторни, трансмисионни и проч.), като днес технологията GTL се прилага предимно с тази цел, а горивата (бензин, дизелово гориво, керосин) са страничен продукт.
Бензин може да се произвежда и от пластмасови отпадъци чрез каталитично разкъсване (каталитичен крекинг) на полимерната верига. Като катализатор се използва цинк.

## Газохоли и оксигенати
Като моторно гориво могат да се ползват и бензини, съдържащи алкохол (етанол или метанол), като обикновено бива предпочитан етанол поради по-малката си корозионност и високо октаново число. Етанолът обаче има по-малка топлотворна способност от бензин, съдържащ само въглеводороди, и освен това може да предизвика корозия на двигатели, които не са конструирани да работят с него. Поради това бензиново-алкохолни смеси могат да се ползват без ограничения само в съответно пригодени двигатели, а в търговската мрежа съдържанието на етанол в бензина е ограничено (напр. до 10% в Европа и някои щати в САЩ и т.н.). Смесите от бензин и етанол, наричани „газохол“, се маркират според съдържанието на етанол – например Е10 е смес с 10% етанол, Е85 е смес с 85% етанол и т.н. През последните години се появяват „гъвкави“ двигатели, способни да работят с бензини от Е0 до Е100, например в Бразилия. Тези бензини отговарят на всички други изисквания, като октаново число, съдържание на ароматни, налягане на парите и т.н., и освен това имат предимството да дават по-малко токсични емисии, тъй като съдържащият се в алкохола кислород помага за по-пълното изгаряне на бензиновата смес. Поради това газохолните смеси биват наричани и „оксигенирани“ бензини (с по-високо съдържание на кислород). Друга добавка „оксигенат“ е метил-трет-бутиловият етер (MTBE, methyl tertiary butyl ether, methyl tert-butyl ether) – до 2% – която обаче при попадане във вода е токсична. Поради това напоследък са предпочитани етанолно-бензиновите смеси. Предназначен за смесване в бензин етанол се произвежда от захар (захарна тръстика), зърно (царевица и др.), целулоза (слама) и други суровини, и има широко приложение в някои държави (Бразилия, САЩ и др.).

## Заместители
В обикновен двигател, предназначен за работа с бензин, могат да се ползват и други горива, било то въглеводородни, като например втечнен газ (пропан-бутанови смеси) или природен газ (сгъстен метан), или невъглеводородни – напр. синтезен газ получен от биомаса (газогенераторни автомобили с дърва). Пропан-бутановите смеси варират в зависимост от сезона за поддържане на достатъчна изпаряемост (през зимата съдържанието на пропан трябва да е по-високо), изискват монтирането на допълнително оборудване (балон за газ) и понякога намаляват мощността на двигателя поради по-ниската си топлотворна способност, но са с високо октаново число и сравнително ниска цена. Сгъстеният природен газ (метан), поради по-ниската си топлотворна способност, също може да намали мощността на двигателя и изисква монтирането на тежки и обемисти бутилки, нужни да поберат достатъчно гориво за що-годе приемлив пробег между зарежданията (обикновено до 250 км). Поради тези причини метан се ползва най-често от таксита, камиони и автобуси в градски условия. Газогенераторният вариант за заместване на бензина е ползван само при извънредни обстоятелства, например по време на Втората световна война.

## Токсичност
Бензиновото отравяне се получава при вдишване на пари от бензин, обикновено професионално. При тежко бензиново отравяне може да настъпят смущения в дишането, в сърдечната дейност, „бензиново опиянение“, гърчове, безсъзнание, дори смърт. При по-леко бензиново отравяне се наблюдават главоболие, смущения в централната нервна система, световъртеж, трепкане на мускулите, дразнене на лигавицата и др.
Съдържащите се в нефтопродуктите ароматни въглеводороди, вкл. бензен (бензол – ост.), са риск за човешкото здраве. Бензенът е доказан канцероген и увеличава риска от рак и други заболявания. Високо процентно съдържание на бензен (бензол) в бензина е тясно свързано с епидемологични, клинични и лабораторни данни за заболявания на кръвоносната система, като остра миелоидна левкемия (acute myeloid leukemia, AML), апластична анемия (aplastic anemia), милеодиспластик синдром (myleodysplastic syndrome, MDS), остра лимфобластична левкемия (acute lymphoblastic leukemia, ALL) и хронична миелоидна левкемия (chronic myeloid leukemia, CML).
Американският петролен институт (API) още през 1948 твърди, че „абсолютно безопасното количество бензен е нула“. Американският Департамент за здраве и човешки услуги (DHHS) класифицира бензена, който е главен прекурсор за синтез в химичната индустрия на циклични въглеводородни съединения, като човешки канцероген. Поради факта, че нефтопродуктите (вкл. бензинът) са сложна смес от различни вещества, рисковете, свързани с тези продукти, се свеждат до специфичната токсичност на съответните компоненти на сместа. В Европейския съюз съдържанието на бензен (бензол) в бензина е ограничено по силата на Директива 85/210/EEC и други документи, като от 2000 г. насам е по-малко от 1%.

## Етимология
Бензин произлиза от общоприетото наименование на бензена (C6H6), тъй като бензенът е бил в началото на ХХ в. един от главните компоненти на бензина. Поради високото октаново число на бензена (бензол - ост.), немските химици през Втора световна война възлагат големи надежди на бензена и го смятат за революционен компонент при производството на качествен бензин. Терминът се ползва предимно в немскоговорещите страни и в славянските езици, а също в Италия, Румъния, Холандия и др. Друго наименование на бензина е „газолин“ (gasoline), обикновено съкратено до "газ" (gas), което е наименованието на бензина в Северна Америка. Подобно е наименованието на бензина в Испания и повечето испаноговорещи страни – „gasolina“. Във Великобритания и други англоговорещи страни се ползва „петрол“ (англ. „petrol“, да не се бърка с „petroleum“ – суров нефт), а във Франция и френскоговорещите страни – „есенция“ (фр. „essence“). Съществуват обаче и доста други термини, означаващи разновидности на бензина съобразно качествата му и предназначението му, като например „бял спирт“ (англ. „white spirit“) – бензин-разтворител, лигроин (ligroine) – вид лабораторен разтворител, naphtha (тежък нискооктанов бензин, да не се бърка с българския термин „нафта“) и др.

## Цена
Цената на бензина по бензиностанциите в България се определя от два главни фактора, а именно цената на суровината (петрола) и акцизите и други данъци (преки и косвени), включени в цената и плащани от доставчиците и потребителите. Така например, от 2005 г. до края на 2014 г. цената се покачва двойно, от 1,16 лв. през 2005 г. до 2,50 в края на 2014 г. От началото на 2015 г. се забелязва известен спад на цената на бензина по бензиностанциите в страната, дължащ се на поевтиняването на суровия петрол на международните борси. Същите фактори определят цената на бензина в страната и днес, която към средата на 2024 г. е около 2.65 лв за литър бензин А95. 